# Kecamatan Batauga
Kecamatan Batauga är ett distrikt i Indonesien.   Det ligger i provinsen Sulawesi Tenggara, i den centrala delen av landet, 1 700 km öster om huvudstaden Jakarta. Kecamatan Batauga ligger på ön Pulau Buton.